# NGC 7418
NGC 7418 је спирална галаксија у сазвежђу Ждрал која се налази на NGC листи објеката дубоког неба.
Деклинација објекта је - 37° 1' 44" а ректасцензија 22h 56m 35,9s. Привидна величина (магнитуда) објекта NGC 7418 износи 11,0 а фотографска магнитуда 11,7. Налази се на удаљености од 18,429 милиона парсека од Сунца. NGC 7418 је још познат и под ознакама ESO 406-25, MCG -6-50-13, IRAS 22538-3717, PGC 70069.